# Rhinoraja
Rhinoraja — род скатов семейства Arhynchobatidae отряда скатообразных. Это хрящевые рыбы, ведущие донный образ жизни, с крупными, уплощёнными грудными плавниками в форме ромба и выступающим рылом. Рот поперечный или выгнут в виде арки. На вентральной стороне диска расположены 5 жаберных щелей, ноздри и рот. На тонком хвосте имеются латеральные складки. У этих скатов 2 редуцированных спинных плавника и редуцированный хвостовой плавник. Обитают в вод северо-западной части Тихого океана. Встречаются на глубине до 1000 м. Максимальная зарегистрированная длина 104 см. Откладывают яйца, заключённые в четырёхконечную роговую капсулу.
Название рода происходит от слов греч. ῥινός — «нос» и  лат. raja — «хвостокол».

## Классификация
В настоящее время к роду относят 3 вида:
- Rhinoraja kujiensis  (S. Tanaka (I), 1916)
- Rhinoraja longicauda Ishiyama, 1952
- Rhinoraja odai Ishiyama, 1958